# Edward William Formanek
Edward William Formanek (6 de maio de 1942) é um matemático e jogador de xadrez estadunidense. É professor emérito de matemática da Universidade Estadual da Pensilvânia e Mestre Internacional de Xadrez pela Federação Internacional de Xadrez.

## Carreira matemática
Formanek obteve um Ph.D. em 1970 na Universidade Rice, orientado por Stephen M. Gersten, com a tese Matrix Techniques in Polycyclic Groups. Foi professor da  Universidade Estadual da Pensilvânia em 1978, aposentando-se em 2009.
Em 2012 foi eleito fellow da American Mathematical Society.